# سعید دغای
سعید دغای (انگلیسی: Said Dghay؛ زادهٔ ۱۴ ژانویهٔ ۱۹۶۴) بازیکن سابق فوتبال اهل مراکش بوده است.
وی در تیم ملی فوتبال مراکش ۲ بازی انجام داده است و عضو این تیم در جام جهانی فوتبال ۱۹۹۴ بوده است.